# Union Bridge
Union Bridge est une ville de l'État américain du Maryland, située dans le comté de Carroll. Selon le recensement de 2010, sa population est de 975 habitants.